# Gémigny
Gémigny ist eine französische Gemeinde mit 218 Einwohnern (Stand: 1. Januar 2022) im Département Loiret in der Region Centre-Val de Loire; sie gehört zum Arrondissement Orléans und zum Kanton Meung-sur-Loire. Die Einwohner werden Gémignois genannt.

## Geographie
Gémigny liegt etwa 18 Kilometer westnordwestlich von Orléans in der Beauce. Umgeben wird Gémigny von den Nachbargemeinden Saint-Sigismond im Norden und Nordwesten, Saint-Péravy-la-Colombe im Norden, Boulay-les-Barres im Osten und Nordosten, Bucy-Saint-Liphard im Südosten, Rozières-en-Beauce im Süden, Coulmiers im Südwesten sowie Épieds-en-Beauce im Westen.

## Bevölkerungsentwicklung
| Jahr                       | 1962 | 1968 | 1975 | 1982 | 1990 | 1999 | 2006 | 2018 |
| Einwohner                  | 209  | 169  | 167  | 160  | 145  | 160  | 178  | 209  |
| Quellen: Cassini und INSEE |      |      |      |      |      |      |      |      |

## Sehenswürdigkeiten
- Kirche Saint-Symphorien, seit 1960 Monument historique

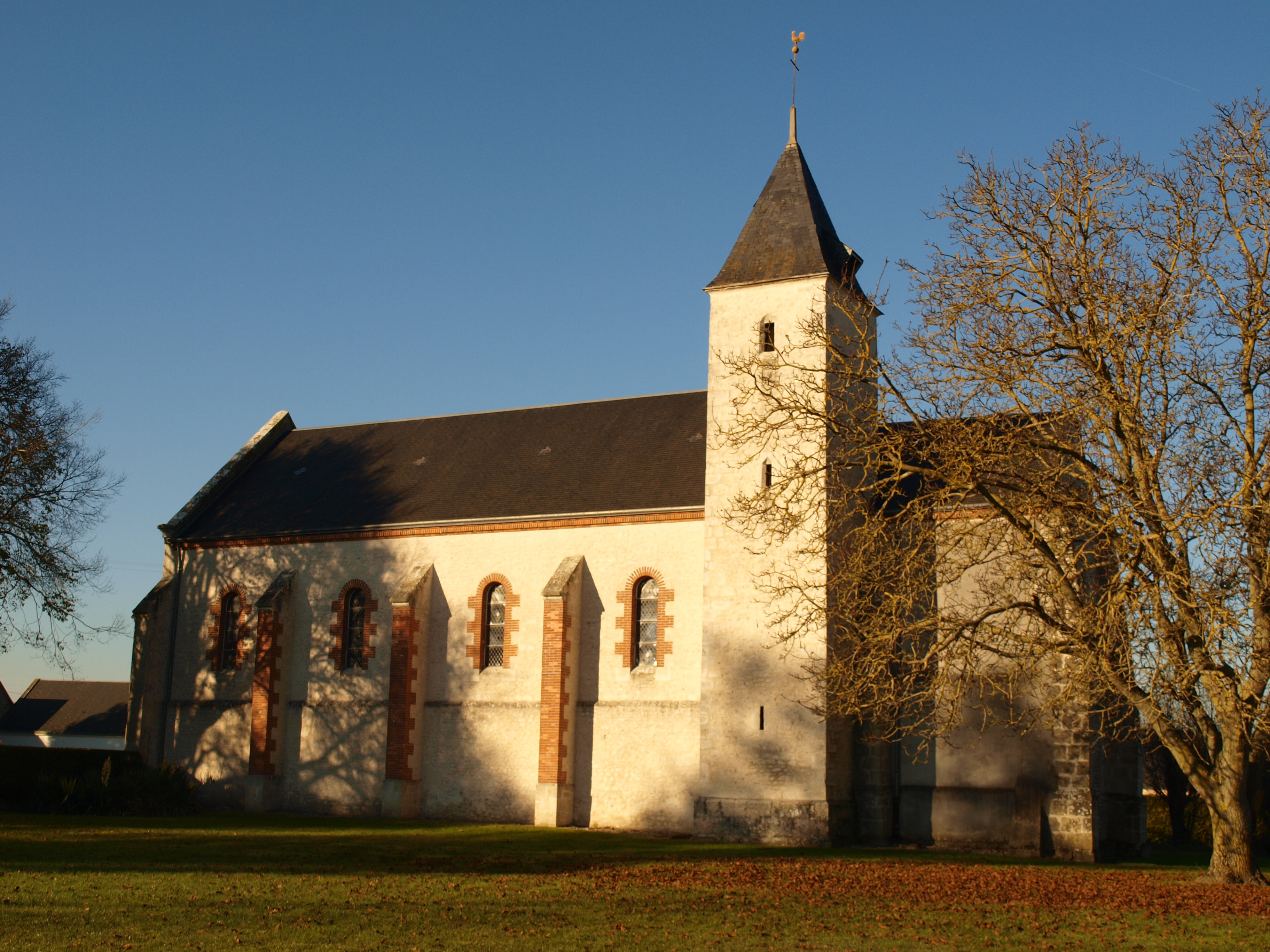
Kirche Saint-Symphorien